# Anigraea rufibasis
Anigraea rufibasis är en fjärilsart som beskrevs av W. Warren 1914. Anigraea rufibasis ingår i släktet Anigraea och familjen nattflyn. Inga underarter finns listade i Catalogue of Life.